# Kresimir Stanic
Krešimir Stanić (* 6. März 1985) ist ein ehemaliger schweizerischer Fußballspieler mit kroatischen Wurzeln.

## Leben
Der Stürmer kam aus der Nachwuchsabteilung des FC Zürich. Er kam regelmäßig zu Teileinsätzen in der Super League. Er war auch Mitglied der U21-Nationalmannschaft der Schweiz.
Nach einem Autounfall im September 2006 musste er seine Profikarriere beenden. Danach war er bis 2014 als Juniorentrainer beim FC Zürich tätig.

## Karriere
- Schweiz FC Zürich
- Schweiz U21-Nationalmannschaft